# Andy Hardy och oskulden
Andy Hardy och oskulden (engelska: Andy Hardy Meets Debutante) är en amerikansk långfilm från 1940. Den var den nionde av en lång rad filmer om Andy Hardy. Filmen regisserades av George B. Seitz och i de ledande rollerna syns Mickey Rooney, Ann Rutherford och Lewis Stone. Judy Garland sjunger två låtar.

## Rollista
| Lewis Stone         | – Judge James K. 'Jim' Hardy |
| Mickey Rooney       | – Andrew 'Andy' Hardy        |
| Cecilia Parker      | – Marian Hardy               |
| Fay Holden          | – Mrs. Emily Hardy           |
| Judy Garland        | – Betsy Booth                |
| Ann Rutherford      | – Polly Benedict             |
| Diana Lewis         | – Daphne Fowler              |
| George P. Breakston | – F. Baker 'Beezy' Anderson  |
| Sara Haden          | – Aunt Milly Forrest         |
| Addison Richards    | – George Benedict            |
| George Lessey       | – Underwood, a Lawyer        |
| Cy Kendall          | – Mr. Carrillo               |
| Clyde Willson       | – Francis aka Butch          |